# ビリヤードボール

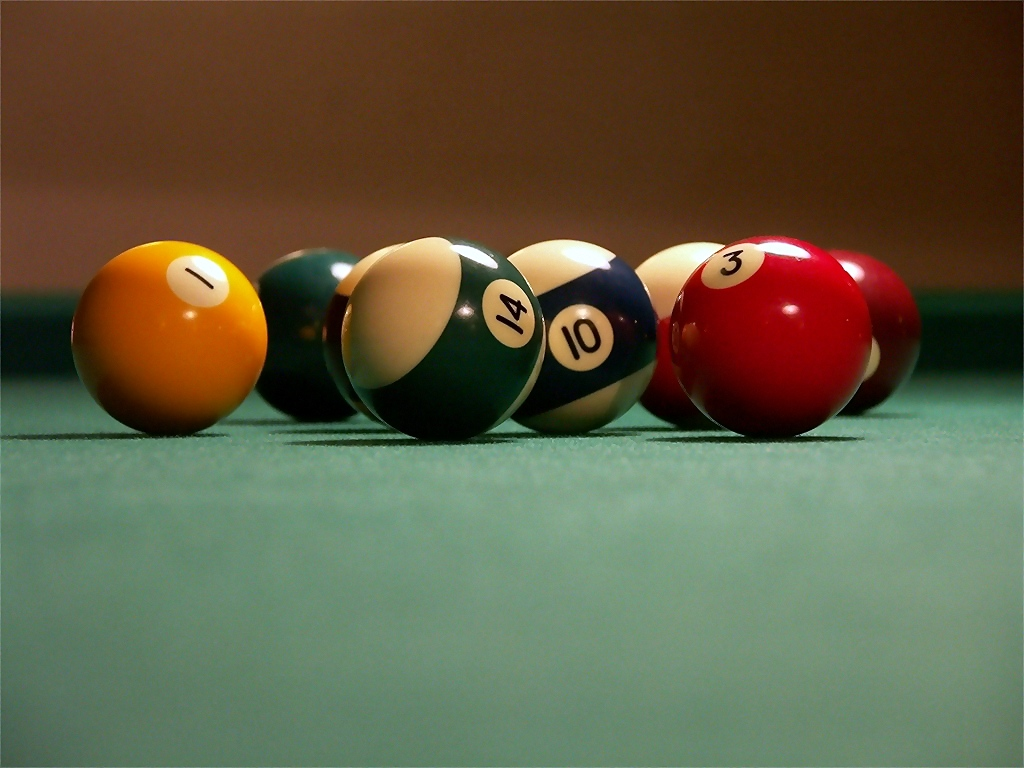
ビリヤードボール

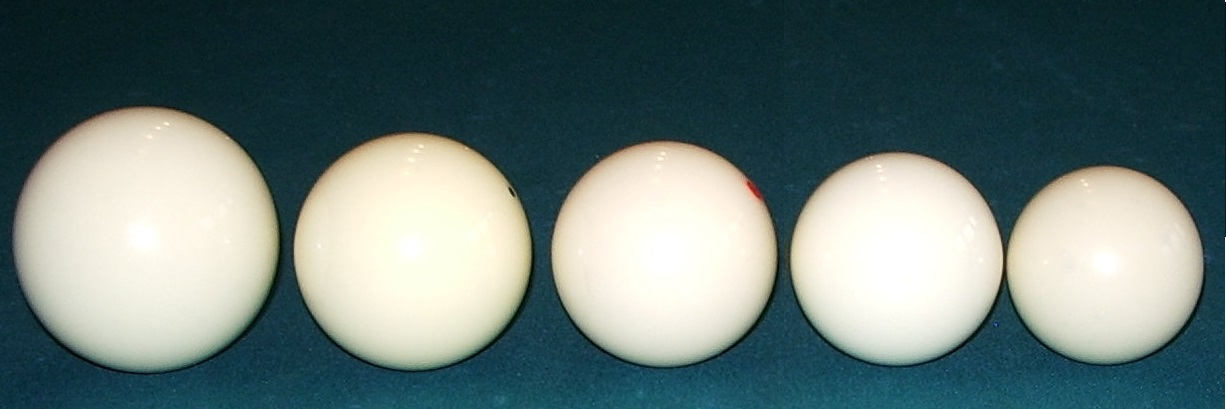
様々な競技で利用されている手球。左から
ロシアン・ピラミッド用
キャロム用
ポケット用(アメリカンスタイル)
スヌーカー用
ポケット用(ブリティッシュスタイル)

ビリヤードボール（英語: billiard balls）は、キャロム・ビリヤードやポケット・ビリヤード、スヌーカー等、キュー・スポーツ一般で使うボール。球、玉とも呼ぶ。
ゲームの種類により、ボールの数や類型、直径、色、模様が異なる。
硬さや摩耗率、弾力性などボールの様々な特性は、ビリヤードを行う上で非常に重要なポイントである。

## 概要
ボールは、一般的に、硬質プラスチックでできており、直径57.1mm、重さは、約170gである。

## 歴史
初期のボールは木で作られ、後になって粘土で製作された（これは20世紀に入ってからもよく使用された）。
一時期素材に象牙が良く使用されたが、1800年代中頃にはビリヤードボールに使用する象牙需要の高まりにより、驚く程の数の象が殺された。象1頭の象牙では、8個よりも多い量のビリヤードボールを製作することが出来なかったという。しかし、その当時偶然にも起こった環境主義の出現により象の絶滅の危機が叫ばれ、ビリヤード産業は象牙の供給に対する危機を実感することになった。そしてビリヤード産業に関わる人々は発明家等に対し、ニューヨークに拠点を置くビリヤードボールのメーカー、フェラン・アンド・コレンダーから提示された1万ドルの懸賞金を掲げ、象牙に代わるボールの素材を募った。
1869年、アメリカの発明家ジョン・ウェズリー・ハイアットは、ビリヤードボールの素材にニトロセルロースを使用することに成功した。ハイアットに懸賞金が授与されたかどうかは明確に分かっておらず、証拠も見つかっていない。
そして、1870年には「セルロイド」として商標登録されたが、セルロイドは燃えやすい性質があったため、代わる材料として、ベークライト、クリスタレートや他のプラスチック化合物等、ボールの素材に様々な合成物質の使用を試みた。
現在では、ビリヤードボールはひびや衝撃に強いプラスチック素材を用いて製造するという事が厳格な要件として一致を見ている。ベルギーに拠点を置く企業サラク社（Saluc S.A.）は、現在「アラミス」・「ブランズウィック・センテニアル」のブランド名で、フェノール樹脂製のボールを製造している。また、ポリエステル（分類名は異なる場合がある）やアクリル樹脂など、他のプラスチックや樹脂もボールの素材に使用されており、アメリカのエレファント・ボールズ社、フレンジー・スポーツ社、香港のヴィグマ社等が製造している。

## ビリヤードボールの種類

### キャロム・ビリヤード
キャロム・ビリヤードの世界では、ストレート・レール、スリークッション、ボーク・ライン及び他のポケットのないテーブルで行われるゲームで、ポケットのあるテーブルでゲームを行うイングリッシュ（イギリス式）・ビリヤードと同じく、3個（時折4個）のボールが用いられる。また、日本を含むアジアでかつて盛んだった四つ球は、その名の通り4個のボールを使用する。これらのキャロム・ビリヤード用ボールにはポケット・ビリヤードボールのような番号は表示されていない。
また、大きさも他の競技で通常用いられるものよりも一般に大きい。（例えば「大台」で行われるスリークッション等の競技では61.5ミリメートル（2-7/16インチ）のボールが用いられる）
球の内訳は以下の通り。
- 赤い的球（四つ球の場合は2個）
- 白い手球（プレイヤー1）
- 黄色、または点のある白い手球（プレイヤー2）

### ポケット・ビリヤード
エイトボール、ナインボール、ワン・ポケットなどの、テーブルにポケットが設けられているポケット・ビリヤード（プールと同義）で使用されるボールは、イギリスでは通常「ケリー・プールボール」と呼ばれる。広く世界中で使用されているこれらのビリヤードボールは、キャロム・ビリヤードで使用されるボールよりも幾分サイズが小さく、またイギリス式のビリヤードボールやスヌーカーで使われるボールよりもやや大きい。アメリカビリヤード協会や世界プールビリヤード連盟（WPA）による情報によれば、こうしたビリヤードボールの重量は156～170グラム（5.5～6オンス）、直径は0.127ミリ（0.005インチ）程の誤差があるが、57.15ミリメートル（2.25インチ）であるとされる。
ボールの番号と色は以下の通り。
- 01：●黄色
- 02：●青
- 03：●赤

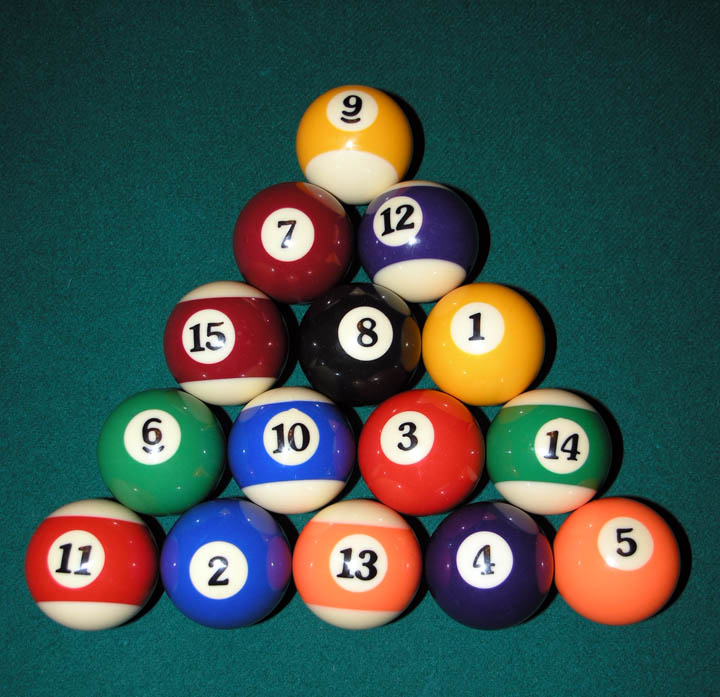
エイトボールで使うビリヤードボール

- 04：●紫（ピンクや赤紫の場合あり）
- 05：●オレンジ
- 06：●緑
- 07：●茶色（えんじの場合あり）
- 08：●黒
- 09：●黄色と○白
- 10：●青と○白
- 11：●赤と○白
- 12：●紫と○白（ピンクや赤紫と白の場合あり）
- 13：●オレンジと○白
- 14：●緑と○白
- 15：●茶色と○白（えんじと白の場合あり）
- 手球：○白（点が付いている場合あり）

1番から7番または8番までを「ソリッドボール」といい、9番から15番までは「ストライプボール」と呼ばれるが、後者には他にもそれぞれのボールに応じた口語的な呼び名があるという。ソリッドボールは見た目は同じであるが、時に8番ボールがソリッドと考えられていない場合もある。また、ナインボールなどの競技ではソリッド／ストライプの区別をしないが、どのポケットに何番のボールが入ったかを確認する目的で、ボールの数字が多く用いられる。スリーボールのような他の競技では、ボールの色と番号のどちらも重要視されない。エイトボール、ストレート・プール等では、手球を含めた16個全てのボールが使用される。また、ナインボールにおいては、1番から9番の的球と手球のみが使用される。テレビで放送されるビリヤードの試合は、テレビ画面を通してもどのボールかが区別しやすいように、異なった色のボールが用いられる（このため、ピンク色や黄褐色の種類が使われる）。また、手玉の表面にいくつかの点が描かれた、いわゆるドットボールが用いられるようになったのはテレビ中継においてボールの回転が視聴者にもはっきりとわかるようにする為である。
一部のバーや大学のキャンパス内に置かれている、コインを入れて動かすタイプのビリヤードテーブルには、歴史的に「グレープフルーツ」とも呼ばれる少し大きなサイズの手球や、通例陶製である「ロック（岩）」と呼ばれるやや重い手球が使用されてきた。これは、一旦ポケットされた的玉はコインを入れない限り戻せない機構のため、プレーを続けられるようにするためには間違ってポケットされた手玉が他の的玉とは区別されて戻ってくるようにする必要があるからである。また、アメリカ合衆国では珍しいが一部のビリヤードテーブルでは大きなものの代わりにサイズの小さい手球が使われていることもある。しかし、最近のテーブルでは磁力を利用した手球、あるいは的玉に近いサイズのボールが使用されるようになっている。これは、プレイヤー達が何十年にも渡り、的玉より大きくて重い手球では本来の正しい動きをさせられないと主張してきたためである。

### イギリス式のビリヤード（ブラックボール）
イギリスで行われるポケット・ビリヤードの一つに、イングリッシュ・ビリヤードの影響を受けたブラックボールと呼ばれるものがある。ブラックボールでは15個の的球を使用するが、全て数字の無い赤色と黄色の的球（ごく稀に全て青色の球が用いられる）で構成され、他に白の手球、そして黒色の8番ボールが使われる。落とす色が重要とされるブラックボールでは、ボールを順番どおりにポケットに入れることが重要視されるナインボール等と異なり、8番を除いてボールに数字が付いていないため、的球をポケットに入れる前に番号を宣言するコールショットは行われない。このブラックボール・ゲームでは、アメリカ式のポケット・ビリヤードやスヌーカーで使用されるボールよりも小さなボールが使われるほか、手球は的球より小さく、テーブルについているポケットも狭くてボールが中に落ちにくい。世界プールビリヤード連盟や世界エイトボール・プール連盟（WEPF）では、ボールやテーブルの寸法を明確に定義していないが、大会やトーナメントの主催者側が、使用するボールやテーブルについてのガイドラインを定める場合がある。また、多くの業者はこのブラックボールで使用するボールの規格に、的球の直径5.08センチメートル（2インチ）と、手球の直径47.6ミリメートル（1-7/8インチ）をサイズとして採用している。硬貨を入れて動かすタイプのテーブルを設置しているパブなどでは的球よりも小さな手球がしばしば使用され、他のボールと区別してテーブル上へ手球を戻せる仕組みになっている。

### スヌーカー

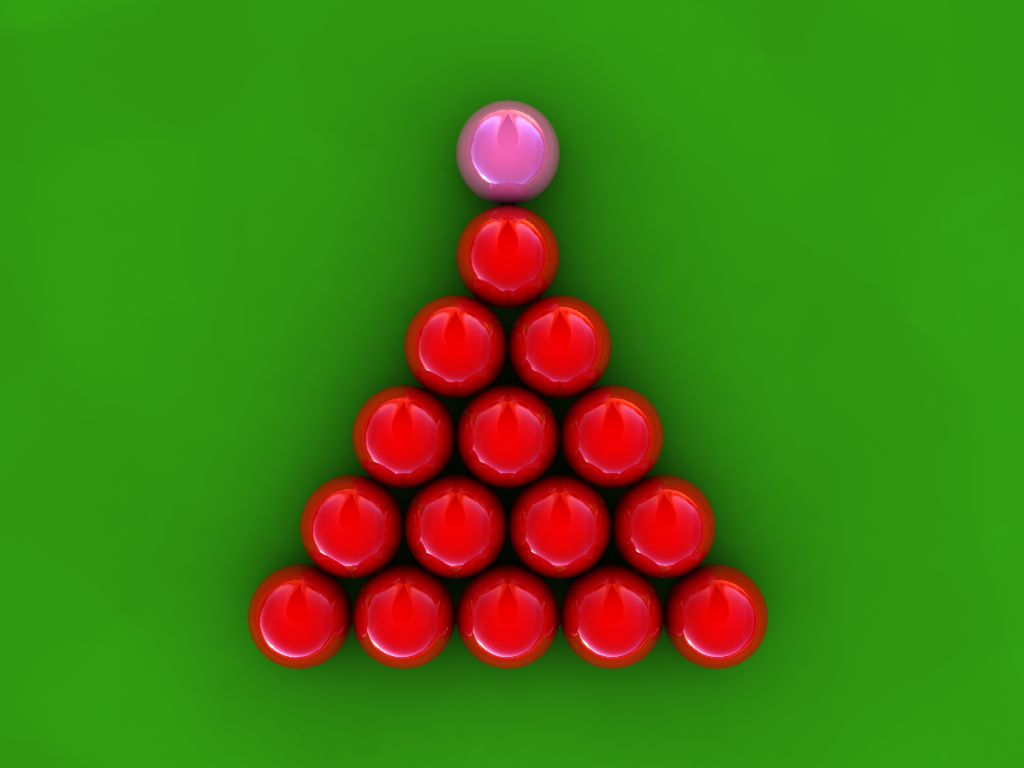
スヌーカーで使うビリヤードボール。赤く数字の無い15個の的球とピンクのカラーボール。

スヌーカー用のボールセットは、一見するとアメリカとイギリス式のビリヤードボールが入り混じったように見える。スヌーカーにはラックで15個にセットされる数字の付いていない赤球と、テーブル上で決まったスポットに置かれる6個のカラーボール、そして白の手球の22個が使用される（詳細はスヌーカーの記事を参照）。スヌーカーでは赤玉をポット（ポケット）すると1点、カラーボールをポットした場合は色に応じて点数がつけられるルールがとられている。カラーボールには時折アメリカ式のポケットビリヤードと同様に数字がふられている場合がある。
スヌーカーで使うカラーボールの数字と色は以下の通り。
- 2：黄色
- 3：緑
- 4：茶色（メーカによりバーガンディ色のものがある）
- 5：青
- 6：ピンク
- 7：黒

スヌーカーのボールは、直径52.5ミリメートル（およそ2-1/8インチ）の大きさに規格化されており、0.05ミリメートル（0.002インチ）の誤差が許されている。重量に基準は定められていないが、セット中のボールは全てほぼ同じ重さに統一されており、それぞれ3グラム程度の許容誤差がある。しかし実際には、大手メーカーによる製品であっても、多くのボールセットは直径およそ52.4ミリメートル（2-1/16インチ）である。他にもスヌーカーには、より小さなサイズ（通常の半分）のテーブルで、規定よりも小さなボール（数も15個の赤球の代わりに10個のものがある）が使われるものがあり、これらは一部のアマチュアリーグで使用が許可されている。

### その他のビリヤード

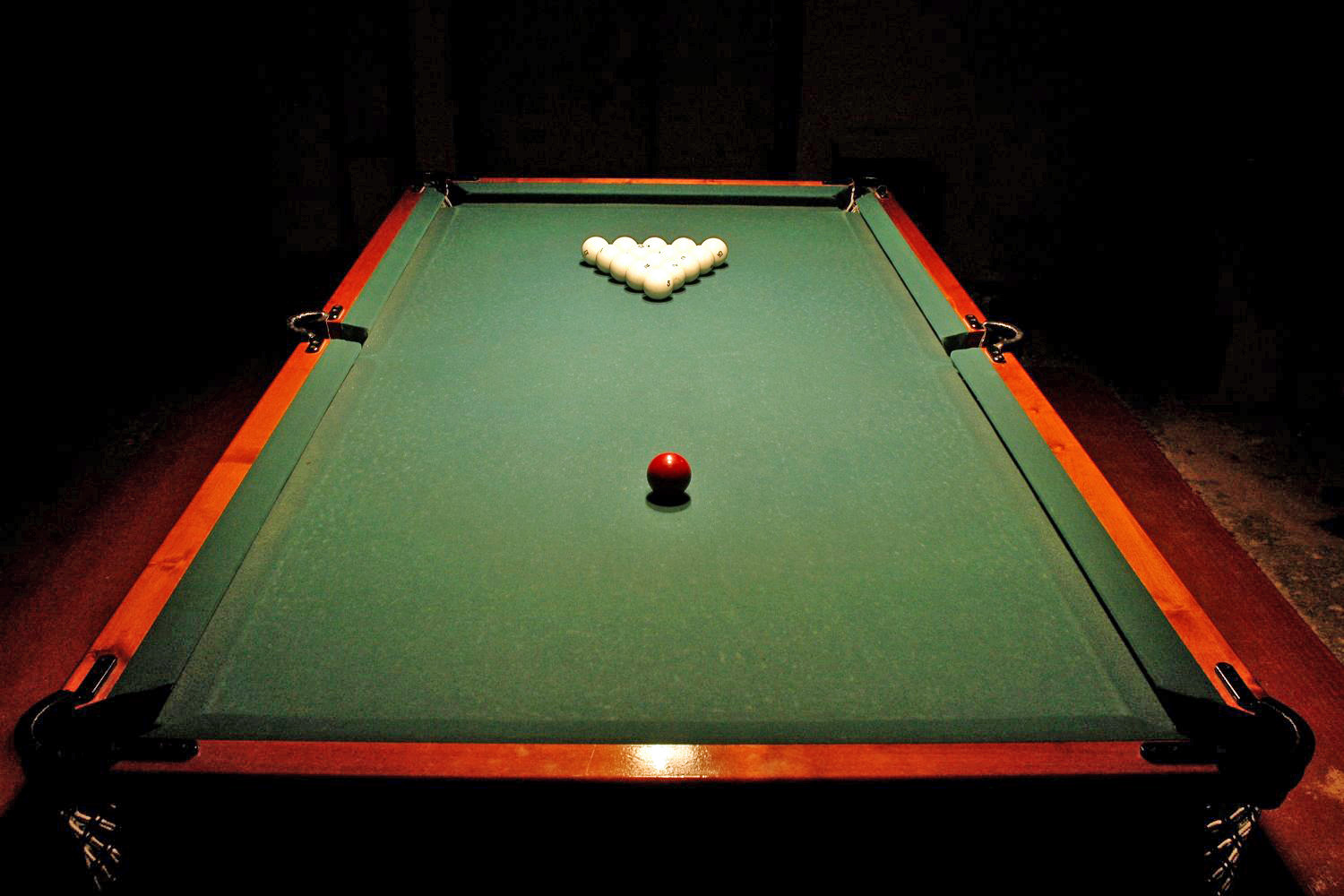
ロシアン・ピラミッドで使うビリヤードボール。手前が赤い手球、奥が白い15個の的球。

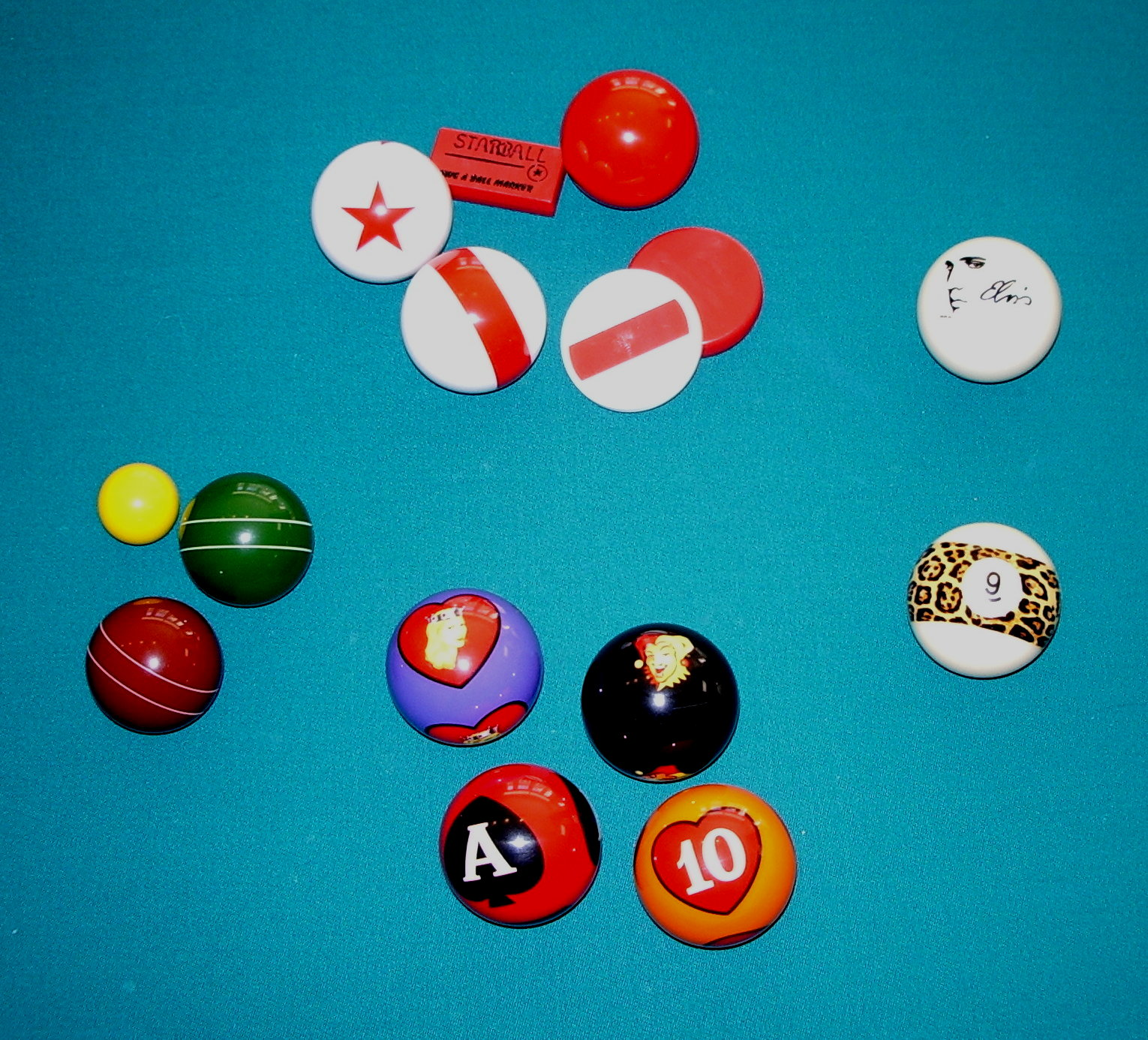
様々な模様で作られたボール

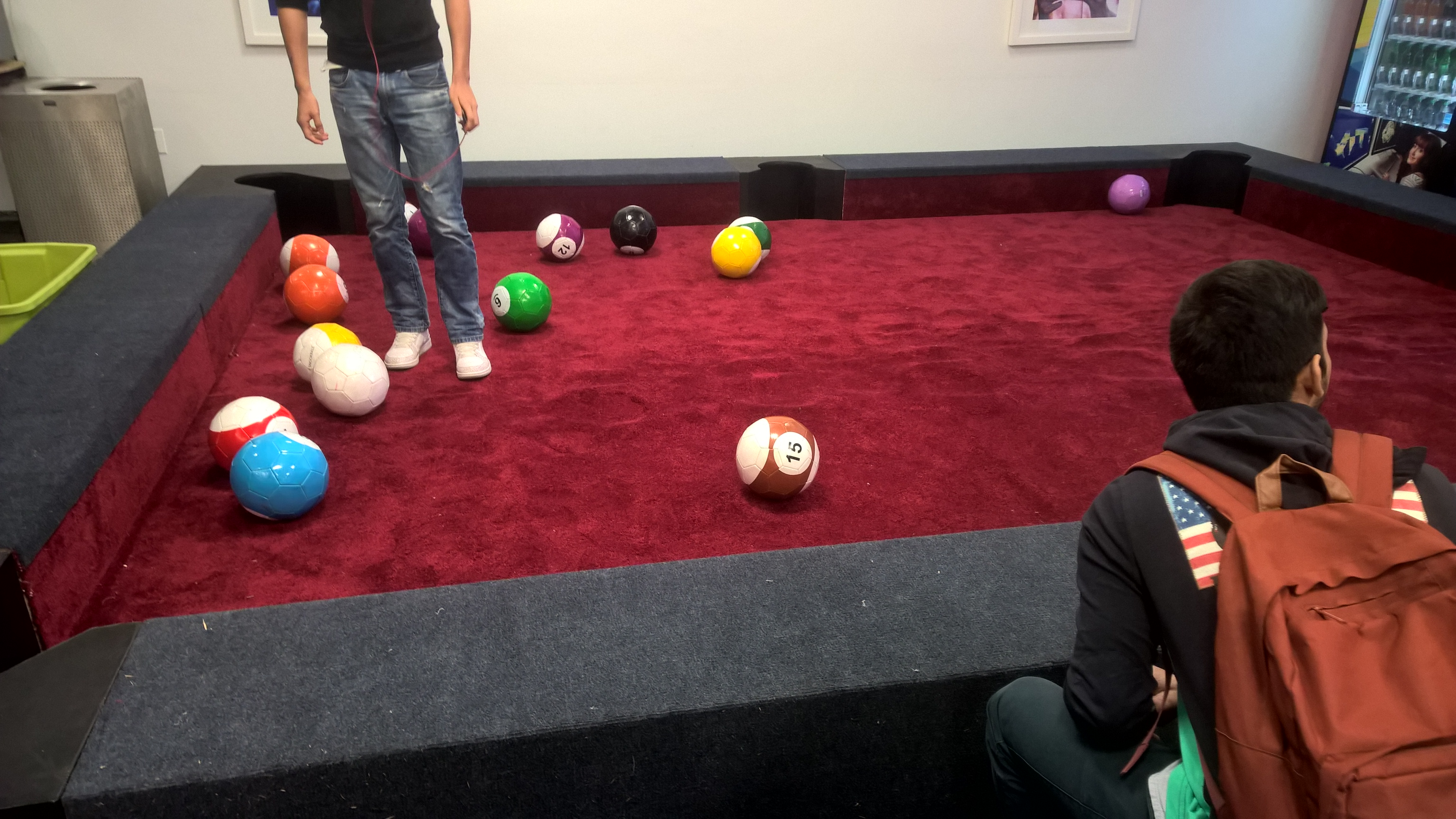

他のビリヤードにもそれぞれ異なった種類のビリヤードボールがある。「ロシアン・ビリヤード」とも呼ばれるロシアン・ピラミッドや、フィンランドの「カイサ（kaisa）」と呼ばれるゲームでは、15個の数字が付いたボールを利用するが、赤色または黄色でキャロム・ビリヤードのものとほぼ同じサイズの手球以外、全て白のボールが使われている。また、使用するテーブルの形状が異なるバンパー・プールでは、4個の手球と4個の的球、そして白い点の付いた赤いボールと赤い点の付いた白いボールの2個が使われ、これら全部で10個のボールは通例、およそ52.5ミリメートル（2-1/8インチ）の直径で製造されている。
更に、スポーツチームのロゴが入ったもの、動物の皮の模様の入ったものなど、特製の手球や全ボールセットは、需要が高まっている。起業創案者の中には、特有のボールやルールを持つ様々な新案のビリヤードを考案する者がおり、トランプのマークがついているものや星・縞模様が描かれているもの、さらには1組につきボールが30個以上あるセットもある。大理石のような絵柄やきらきら輝く素材も、家庭用のビリヤードテーブルに使用されることがある。また、やや暗い室内および環境でのプレイ用に、ブラックライトが使われているボールセットもある。その他ボールの重量が調整されているため、球筋がふらついたり曲がったりするジョーク商品や、子供向けにボールが3分の1・2分の1にまで縮小された、ミニチュアボールセットなどバリエーションは様々である。
スポットや縞、異なる色が付いたものなど、これら練習用のビリヤードボールのブランドも幾つか存在する。

## ビリヤード以外の用途
ガーデンゴルフ
ビリヤードのボールを公式球として利用するゴルフ

## ポップ・カルチャー
とくにアメリカ合衆国の文化において、8番ボールが度々偶像的に用いられることがある。これらはTシャツのデザインやミュージシャンのアルバムジャケット及びアルバム名、タトゥー、文鎮や煙草のライターなど家庭用品、ベルトのバックルと、様々な場面で使われる。アメリカ合衆国の玩具メーカー、マテル社が製作した占い用の玩具「マジック・8ボール」も、ちょうど8番ボールと同じ形をしている。他に、名前がこの8番ボールにちなんでつけられたレスラーやラッパー、ロックバンドもいる。
「8ボール」という言葉はまた、8分の1オンス分のコカインやメタンフェタミン、麦芽酒の「オールド・イングリッシュ800」一本を指す場合に、スラングとして使われることもあるという。
英語の慣用句に「ビハインド・ジ・エイト（・ボール）」という表現があり、これは窮地に陥った場合や困難に差し掛かった場合等に使われる。英語が話される国々で使われるこの表現は、ケリー・プールという種類のビリヤードゲームが由来である。

## 参考
- 『Billiards: The Official Rules and Records Book』　5頁　2004年　Colorado Springs, CO, アメリカビリヤード協会　ISBN 1-878493-14-0
- 『WPA Tournament Table & Equipment Specifications』　世界プールビリヤード連盟　2001年11月
- 『Equipment』　世界スヌーカー協会　検索日時　2007年1月28日